# Карл II (король Англії)
Карл II (англ. Charles II; за англійською традицією Чарльз II; 29 травня 1630 — 6 лютого 1685) — король Англії, Шотландії й Ірландії з 1660 року, коли парламент схвалив реставрацію монархії після розвалу Співдружності Кромвеля; син Карла I.
Умовою реставрації була згода Карла II не зазіхати на повноваження парламенту і залишити за депутатами право визначати внутрішню політику в державі. Проте для «життя на широку ногу» королю були потрібні гроші. Парламент оплачувати забаганки короля не хотів. Тому Карл II уклав в Дуврі таємну угоду з французьким королем Людовіком XIV, який погодився виплачувати йому по 300 тисяч фунтів щорічно — в обмін на укладання союзу проти Голландії та обіцянку «примиритися» з папою римським, коли для цього буде слушна нагода. Щоб бути впевненими в дотриманні обіцянок, французький король «підстраховувався» за допомогою жінок — дружини Карла II, португальської принцеси Катерини Браганської (про укладання цього шлюбу в 1662 році Людовік XIV потурбувався особисто), та королівської коханки, Луїзи де Керуаль, яка отримала від «щедрого» монарха титул герцогині Портсмутської, але при цьому детально розповідала про все, що бачила, французькому послу. Своєю чергою, Карл II використовував коханку для того, щоб переконувати Людовіка XIV у своїй лояльності.
Через іншу коханку, Барбару Вільєрс, яка отримала від Карла II титул герцогині Клівлендської, на англійського володаря намагалися впливати іспанці та єзуїти. Фрейліну Френсіс Стюарт Карл II сам «запропонував» московському посольству, але та виявилася абсолютно непридатною для запропонованої ролі. Вплив іноземних агенток король «дозволяв врівноважувати» ще одній коханці — акторці Елеонорі Гвін.
Головним міністром Карла II став Кларендон. У 1667 році його замінила Кабальна рада. Плани монарха відновити католицизм в Англії привели до війни з Нідерландами 1672—1674 років (на підтримку короля Франції Людовика XIV) і розриву з парламентом, який він розпустив у 1681 році. Він правив без парламенту в 1681—1685 роках, фінансований Людовиком XIV. Йому успадковував Яків II. На честь Карла II названо Форт Чарльз на острові Сент-Кіттс.